# 2016年の文学
2016年の文学（2016ねんのぶんがく）では、2016年（平成28年）の文学に関する出来事について記述する。

## できごと
- 1月19日 - 第154回芥川龍之介賞・直木三十五賞（2015年下半期）の選考委員会開催。
- 3月 - 神奈川近代文学館が、夏目漱石の資料550点を2,200枚の画像で無料公開するウェブサイト「夏目漱石デジタル文学館」をオープンした[1]。
- 7月19日 - 第155回芥川龍之介賞・直木三十五賞（2016年上半期）の選考委員会開催。

## 受賞

### 日本国内
- 第154回（2015年下半期）芥川賞・直木賞 （1月）[2]
  - 芥川賞 - 滝口悠生『死んでいない者』、本谷有希子『異類婚姻譚』
  - 直木賞 - 青山文平『つまをめとらば』
- 第155回（2016年上半期）芥川賞・直木賞 （7月）[3]
  - 芥川賞 - 村田沙耶香『コンビニ人間』
  - 直木賞 - 荻原浩『海の見える理髪店』
- 谷崎潤一郎賞（第52回） -  絲山秋子『薄情』、長嶋有『三の隣は五号室』
- 泉鏡花文学賞（第44回） - 川上弘美『大きな鳥にさらわれないよう』
- 野間文芸新人賞（第38回） - 戌井昭人『のろい男―俳優・亀岡拓次』
- 吉川英治文学賞（第50回） - 赤川次郎『東京零年』
- 小林秀雄賞（第15回） -  森田真生『数学する身体』
- 本屋大賞（第13回）（4月12日） - 宮下奈都『羊と鋼の森』[4]

### 日本国外
- ノーベル文学賞 -  ボブ・ディラン
- ブッカー賞 -  ポール・ビーティー『The Sellout』
- フランツ・カフカ賞 -  クラウディオ・マグリス
- ジェイムズ・テイト・ブラック記念賞（2015年度） -  ベンジャミン・マルコヴィッツ 『You Don't Have to Live Like This』
- ヴェルト文学賞 -  ゼイディー・スミス

## 2016年の本

### 小説
- 一色さゆり 『神の値段』（宝島社）
- 井上真偽 『聖女の毒杯 その可能性はすでに考えた』（講談社）
- 荻原浩 『海の見える理髪店』（集英社）
- 恩田陸 『蜜蜂と遠雷』（幻冬舎）
- 角田光代 『坂の途中の家』（朝日新聞出版）
- 川上弘美 『大きな鳥にさらわれないよう』（講談社）
- 塩田武士『罪の声』（講談社）
- 島本理生『イノセント』（集英社）
- 高村薫 『土の記』（新潮社）
- 津村記久子 『浮遊霊ブラジル』（文藝春秋）
- 中島京子 『彼女に関する十二章』（中央公論新社）
- 原田マハ 『デトロイト美術館の奇跡』（新潮社）
- 藤沢周平 『愛蔵版 蟬しぐれ』（文藝春秋）
- 松本匡代 『石田三成の青春』（サンライズ出版）
- 三津田信三 『怪談のテープ起こし』（集英社）
- 村田沙耶香 『コンビニ人間』（文藝春秋）
- 本谷有希子 『異類婚姻譚』（講談社）

### その他
- 梯久美子 『狂うひと ─「死の棘」の妻・島尾ミホ』（新潮社）
- 加藤典洋 『言葉の降る日』（岩波書店）
- 竹宮惠子ほか 『竹宮惠子カレイドスコープ』（新潮社）
- 美内すずえ 『「ガラスの仮面」の舞台裏』（中央公論新社）
- ジェイ・ルービン 『村上春樹と私』（東洋経済新報社）

## 死去

### 1月 - 3月
- 1月1日 - 佐伯彰一、富山県出身の文芸評論家。93歳没[5]。
- 1月18日 - ミシェル・トゥルニエ、フランスの小説家。91歳没
- 2月3日 - 井上洋介、東京府出身の絵本作家。84歳没[6]
- 2月18日 - 津島佑子、東京都出身の小説家。太宰治と津島美知子の次女。68歳没。
- 2月19日 - ハーパー・リー、アメリカの小説家。89歳没[7]。
- 2月19日 - ウンベルト・エーコ、イタリアの小説家。『薔薇の名前』の著者として知られる。84歳没。
- 3月19日 - 夏樹静子、東京府出身の小説家。77歳没[8]。
- 3月31日 - ケルテース・イムレ、ハンガリー生まれのユダヤ系作家。2002年にノーベル文学賞受賞。86歳没。

### 4月 - 6月
- 4月7日 - 塙治夫、茨城県出身の外交官、アラブ文学翻訳家。84歳没[9]。
- 4月8日 - 関口功、日本のアメリカ文学者。89歳没。
- 4月20日 - 吉野朔実、大阪府出身の漫画家。57歳没。
- 4月26日 - 戸川昌子、東京市出身の小説家。85歳没[10]。
- 4月28日 - 岡崎ひでたか、日本の児童文学作家。87歳没。
- 4月30日 - 村上博基、愛知県出身の翻訳家。80歳没[11]。
- 5月4日 - 三角洋一、岩手県出身の国文学者。68歳没。
- 5月12日 - 岡野麻里安、日本の小説家。49歳没。
- 5月21日 - 西村滋、愛知県出身の小説家。91歳没[12]。
- 5月28日 - 末吉暁子、神奈川県出身の児童文学作家。73歳没[13]。
- 6月6日 - ピーター・シェーファー、英国の劇作家。90歳没[14]。
- 6月14日 - 灰島かり - 千葉県出身の児童文学研究者、翻訳家。66歳没[15]。
- 6月23日 - マイケル・ハー、アメリカ合衆国の作家・脚本家。76歳没[16]。

### 7月 - 9月
- 7月1日 - イヴ・ボヌフォワ、フランスの詩人。93歳没[17]。
- 7月2日 - エリ・ヴィーゼル、アメリカ合衆国のユダヤ人作家。1986年にノーベル平和賞を受賞した。87歳没[18]。
- 7月14日 - エステルハージ・ペーテル、ハンガリーの小説家。66歳没。
- 7月24日 - 近藤富枝、東京市出身の随筆家。93歳没[19]。
- 7月30日 - 柳瀬尚紀、北海道出身の英文学者・翻訳家。73歳没。
- 8月2日 - 太田大八、長崎県出身の絵本作家。97歳没。
- 8月8日 - 山田登世子、福岡県出身のフランス文学者。70歳没。
- 8月22日 - 真継伸彦、京都府出身の小説家。84歳没[20]。
- 8月24日 - ミシェル・ビュトール、フランスの小説家・詩人。89歳没[21]。
- 8月26日 - 川西政明、大阪市出身の文芸評論家。75歳没。
- 8月28日 - 葉山修平、千葉県出身の作家・詩人。86歳没。
- 9月16日 - エドワード・オールビー、アメリカ合衆国の劇作家。88歳没[22]。

### 10月 - 12月
- 10月14日 - トム・ジョーンズ、米国の小説家。71歳没。
- 10月22日 - 塚本哲也、群馬県出身のノンフィクション作家。87歳没。
- 10月26日 - 高井有一、東京府出身の小説家。84歳没。
- 10月29日 - 伊藤桂一、三重県出身の小説家。99歳没。
- 11月7日 - レナード・コーエン、カナダの詩人・シンガーソングライター。82歳没[23]。
- 11月15日 - 藤原てい、長野県出身の作家。98歳没。
- 11月20日 - ウィリアム・トレヴァー、アイルランド出身の小説家。88歳没。
- 12月24日 - リチャード・アダムス、イギリスの作家。代表作に『ウォーターシップ・ダウンのうさぎたち』がある。 96歳没。